# Francis Popy
Francis Popy (Lyon, 1 juli 1874 – Belleville (Rhône), 20 januari 1928) is een Frans componist en dirigent. Voor bepaalde werken gebruikte hij het pseudoniem Henry Staz, Henry Statz en  Paul Comte. 

## Levensloop
Popy werd geboren in Croix-Rousse, een wijk van Lyon. Hij nam op 18-jarige leeftijd dienst in het Franse leger en kon aan het Conservatoire national supérieur de musique te Parijs muziek studeren. Na zijn opleiding werd hij tweede dirigent van de militaire muziekkapel van het 74e Infanterie Regiment te Rouen. In 1901 ging hij weer terug naar zijn familie en in hetzelfde jaar werd hij opvolger van Alexander Luigini als dirigent van de Fanfare Lyonnaise waarmee hij grote successen had. Met dit fanfareorkest won hij tijdens een wedstrijd een eerste prijs, waarna hij door de koning van Italië in Turijn werd gefeliciteerd. Verder was hij dirigent van de harmonie van Villefranche-sur-Saône. 
In 1902 huwde hij met Marie Antoinette Bussière met wie hij een dochter en drie zonen had. 
Later werkte hij als orkestdirigent in Parijs en als kapelmeester van het orkest van het Théâtre des Célestins te Lyon, waarmee hij vele operettes uitvoert. Sinds 1905 was hij secretaris van de Franse componisten- en auteursfederatie Société des auteurs, compositeurs et éditeurs de musique (Sacem). 
Als componist schreef hij meer dan vierhonderd werken. Zijn werken zijn representatief voor de zogenoemde belle époque. Hij bewerkte ook klassieke muziek voor blaasorkesten.
In zijn geboortestad is het park "Parc Francis Popy" naar hem vernoemd, en in Villefranche-sur-Saône werd een straat naar hem vernoemd.

## Composities

### Werken voor orkest
- 1906 Sphinx ?, wals
- 1909 Viva El Torero, Spaanse mars
- Ballet des parfums
- Caravane hindoue
- Gavotte des baisers, gavotte
- Marche Espagnole
- Méditerranea, wals
- La Porteñita, wals
- Ensorceleuse, wals voor piano en orkest

### Werken voor harmonie- en fanfareorkest
- 1900 La belle époque, fantasie suite
- Aubade à Musette, sérénade
- Chou!, wals
- Cortège nuptial, Marche solennelle
- Cythère, fantasie-ballet
- Fête au Trianon, fantasie suite
- Fête provençale, ouverture
- Hymne à l'amour, grote wals
- Le diamant noir, ouverture dramatique
- Le lac maudit, ouverture
- Le rocher fantôme, ouverture
- Le secret de Pierrot, ouverture
- L'ile des fées, fantasie-ballet
- Marche des vainqueurs
- Marche de Paris
- Marche du nuit
- Néron, ouverture
- Petite Suite moderne
- Petite Suite variée
- Suite-Ballet
- Suite orientale
- Suite romantique
- Triomphe, mars
- White Star, wals

### Liederen en chansons
- 1900 Honneur et Gloire à l'école laïque, lied - tekst: Jean Bynat
- 1908 Les gueuses, chanson - tekst: Henri Piccolini
- La Folie verte, chanson - tekst: Georges Sibre
- Le petit Turco, chanson - tekst: Georges Sibre

### Kamermuziek
- Gavotte des baisers, voor viool en piano
- Pierrot sommeille, voor viool en piano
- Colombine rêve, voor viool en piano

### Werken voor piano
- 1914 Caravane hindoue
- 1922 Suite orientale
  1. Les Bayadères
  2. Au bord du Gange
  3. Les Almées
  4. Les patrouilles
- Au son des cloches
- Berceuse sicilienne
- Billet bleu
- Caresses
- Carnaval parisien
- Chant d'ivresse
- Chimères
- Colombine rêve
- Énigmes
- Hongroise et une marche tzigane
- Idylle au moulin
- Japonia
- Marche de nuit
- Océana
- Ode à Vénus
- Petit lapin
- Pimpante et jolie
- Pleurs d'amour
- Polka des petits minets
- Rêve d'Orient
- Smarteuse
- Valse poudrée
- Venise
- Viva El Torero

## Media
- Gavotte des baisers door het Orchestre de Paris
- Delen uit de Suite orientale door het schoolorkest van het Stedelijk Gymnasium Arnhem (Euterpe)
- Sphinx